# Бернбург, Мартин
Мартин Лёфквист Бернбург (дат. Martin Løfqvist Bernburg; род. 26 декабря 1985, Амагер, Копенгаген, Дания) — датский футболист, завершивший игровую карьеру, выступал на позиции нападающего. С 2008 по 2009 год провёл 4 матча за сборную Дании.

## Клубная карьера
Начинал Мартин свою карьеру в «Копенгагене», но там он сыграл всего один матч и в 2006 он подписал контракт с «Норшелланном», где отыграл 2 сезона. За эти два сезона он провел 70 матчей и забил 32 мяча. В 2009 он переходит в «Брондбю», за который выступал до 2014 года.

## В сборной
За сборную Мартин провел 4 матча и забил 1 гол. Дебютировал он в составе национальной команды в матче против испанцев весной 2008 года.

## Статистика

### Матчи Бернбурга за сборную Дании
| Матчи Бернбурга за сборную Дании | Матчи Бернбурга за сборную Дании | Матчи Бернбурга за сборную Дании | Матчи Бернбурга за сборную Дании | Матчи Бернбурга за сборную Дании | Матчи Бернбурга за сборную Дании |
| -------------------------------- | -------------------------------- | -------------------------------- | -------------------------------- | -------------------------------- | -------------------------------- |
| №                                | Дата                             | Соперник                         | Счёт                             | Голы Бернбурга                   | Соревнование                     |
| 1                                | 10 сентября 2008                 | Португалия                       | 3:2                              | —                                | Чемпионат мира 2010 (отбор)      |
| 2                                | 6 июня 2009                      | Швеция                           | 1:0                              | —                                | Чемпионат мира 2010 (отбор)      |
| 3                                | 14 ноября 2009                   | Республика Корея                 | 0:0                              | —                                | Товарищеский матч                |
| 4                                | 18 ноября 2009                   | США                              | 3:1                              | 1                                | Товарищеский матч                |

Итого: 4 матча / 1 гол; 3 победы, 1 ничья, 0 поражений.